# Neoxyphinus simsinho
Neoxyphinus simsinho – gatunek pająków z rodziny Oonopidae.

## Taksonomia
Gatunek ten opisany został po raz pierwszy w 2017 roku przez Níthomasa M. Feitosę i Alexandre Bragio Bonaldo na łamach „Zootaxa”. Jako lokalizację typową wskazano Mata do Buraquinho w João Pessoa w brazylijskim stanie Paraíba. Epitet gatunkowy pochodzi od Parayba Sim Sinhô.

## Morfologia
Holotypowy samiec ma 1,98 mm, a paratypowa samica 2,4 mm długości ciała. Karapaks jest ziarenkowany, o lekko wyniesionej części głowowej, pozbawiony kolców lub powiększonych kieszonek szczecinkowych na powierzchniach tylno-bocznych oraz ząbkowania na krawędziach bocznych. Jego ubarwienie jest ciemnoczerwonobrązowe. Wysoki nadustek ma prostą w widoku przednim krawędź. Kolor szczękoczułków, szczęki i wargi dolnej jest pomarańczowobrązowy. Ciemnoczerwonobrązowe, tak długie jak szerokie sternum ma pomarszczoną, pozbawioną dołków powierzchnię. Odnóża są pomarańczowobrązowe. Opistosoma (odwłok) ma ciemnoczerwonobrązowe, siateczkowane u samca i gładkie u samicy, w przedniej części zaopatrzone w wystające ząbki skutum grzbietowe oraz pomarańczowobrązowe skutum epigastryczne i postepigastryczne. 
Genitalia samicy cechują się brakiem kieszonek w bruździe łączącej tylne przetchlinki. Nogogłaszczki samca są w całości bladopomarańczowe, wyposażone w ciemny, embolus o przesuniętym dosiebnie otworze ejakulacyjnym i skierowanym przednio-bocznie wierzchołku.

## Rozprzestrzenienie
Pająk neotropikalny, endemiczny dla Brazylii, znany tylko ze stanu Paraíba. 